# Michael Lindqvist
Carl Michael Lindqvist, född 12 september 1994, är en svensk ishockeyspelare som spelar i Färjestad BK i Svenska Hockeyligan (SHL).

## Spelarkarriär

### Tidig karriär
Lindqvist har Danderyds SK som moderklubb och spelade för SDE HF innan han i tonåren värvades han till AIKs organisation för att spela i deras J-18 lag. Efter att ha varit en av de mest tongivande spelarna i juniorlaget, fick han chansen att göra SHL-debut för AIK under säsongen 2012/2013. Säsongen därpå blev han ordinarie i AIK. Klubben åkte ner till Hockeyallsvenskan 2014. Lindqvist hade en mycket framgångsrik säsong 2016/2017 då han gjorde 39 poäng (varav 17 mål) på 52 spelade matcher för AIK i Hockeyallsvenskan.

### Färjestad BK
Efter framgångarna i Hockeyallsvenskan fanns ett stort intresse för Lindqvist från flera SHL-klubbar inför säsongen 2017-18. Han valde att skriva på ett kontrakt på två år med Färjestad BK. Den 16 september 2017 debuterade Lindqvist för Färjestad BK i SHL-premiären mot Linköping HC. Lindqvist blev målskytt direkt i debutmatchen. Målet var även det första SHL-målet som gjordes säsongen 2017/2018. Totalt gjorde Lindqvist 34 poäng (varav 20 mål) på 33 matcher under säsongen.
Lindqvist draftades aldrig av någon NHL-klubb, men efter framgångarna säsongen 2017/2018 kom erbjudanden från flera NHL-klubbar. Han skrev på ett kontrakt med New York Rangers den 2 maj 2018. Sejoren i Rangers organisation varade dock inte länge, och redan den 14 november 2018 meddelade Färjestad BK att Lindqvist är klar för en återkomst i klubben.
Efter återkomsten i november 2018, stod Lindqvist för en poängrik säsong 2018-19. Under serien stod han för totalt 32 poäng (varav 16 mål) på 33 matcher. Han hade även ett framgångsrikt SM-slutspel där han gjorde 13 poäng på 14 matcher och vann lagets interna poängliga för slutspelet.
12 maj 2022 vann Lindqvist SM-guld med Färjestad då laget slog Luleå i den avgörande sjunde finalmatchen.

## Statistik

### Klubbkarriär
| 2012–13    | AIK                | J20        | 25  | 16  | 10  | 26  | 18  | 3  | 0  | 0  | 0  | 6  |
| 2012–13    | AIK                | SHL        | 3   | 0   | 0   | 0   | 0   | —  | —  | —  | —  | —  |
| 2013–14    | AIK                | J20        | 15  | 7   | 10  | 17  | 70  | —  | —  | —  | —  | —  |
| 2013–14    | AIK                | SHL        | 45  | 3   | 7   | 10  | 12  | —  | —  | —  | —  | —  |
| 2014–15    | AIK                | J20        | 1   | 1   | 0   | 1   | 0   | —  | —  | —  | —  | —  |
| 2014–15    | AIK                | Allsv      | 43  | 5   | 11  | 16  | 32  | —  | —  | —  | —  | —  |
| 2015–16    | AIK                | Allsv      | 49  | 10  | 15  | 25  | 26  | 10 | 2  | 4  | 6  | 2  |
| 2016–17    | AIK                | Allsv      | 51  | 17  | 22  | 39  | 24  | 7  | 5  | 4  | 9  | 0  |
| 2017–18    | Färjestad BK       | SHL        | 33  | 20  | 14  | 34  | 22  | 2  | 2  | 1  | 3  | 0  |
| 2018–19    | Hartford Wolf Pack | AHL        | 16  | 3   | 4   | 7   | 8   | —  | —  | —  | —  | —  |
| 2018–19    | Färjestad BK       | SHL        | 33  | 16  | 16  | 32  | 10  | 14 | 5  | 8  | 13 | 28 |
| 2019–20    | Färjestad BK       | SHL        | 26  | 13  | 12  | 25  | 8   | —  | —  | —  | —  | —  |
| 2020–21    | Färjestad BK       | SHL        | 51  | 17  | 16  | 33  | 53  | 6  | 1  | 5  | 6  | 4  |
| 2021–22    | Färjestad BK       | SHL        | 26  | 9   | 7   | 16  | 10  | 19 | 3  | 7  | 10 | 6  |
| 2022–23    | Färjestad BK       | SHL        | 50  | 14  | 13  | 27  | 24  | 6  | 1  | 0  | 1  | 2  |
| 2023–24    | Färjestad BK       | SHL        | 50  | 13  | 17  | 30  | 20  | 2  | 0  | 0  | 0  | 0  |
| SHL totalt | SHL totalt         | SHL totalt | 317 | 105 | 102 | 207 | 159 | 49 | 12 | 21 | 33 | 40 |

## Meriter och utmärkelser
| Merit                  | År   |     |
| SHL                    | SHL  | SHL |
| ---------------------- | ---- | --- |
| SM-guld (Färjestad BK) | 2022 |     |